# Titularbistum Arcadia
Arcadia ist ein Titularbistum der römisch-katholischen Kirche.
Es geht zurück auf ein früheres Bistum in der römischen Provinz Creta et Cyrene bzw. in der Spätantike Creta. Es gehörte der Kirchenprovinz Gortyna an.
| Titularbischöfe von Arcadia |                                   |                                                        |                    |                  |
| Nr.                         | Name                              | Amt                                                    | von                | bis              |
| 1                           | Michael Angelus de Martino        |                                                        | 20. September 1728 |                  |
| 2                           | Felipe Antonio Gallego Gorgojo SJ | Weihbischof in Santo Domingo (Dominikanische Republik) | 2. Mai 1945        | 18. April 1959   |
| 3                           | Jean-Pierre-Georges Dozolme       | Koadjutorbischof von Le Puy-en-Velay (Frankreich)      | 8. Februar 1960    | 12. Oktober 1960 |
| 4                           | Giuseppe Almici                   | Weihbischof in Brescia (Italien)                       | 24. April 1961     | 17. Januar 1965  |